# 劉愷
劉 愷（りゅう がい、生年不詳 - 124年頃）は、後漢の官僚・政治家。字は伯豫。

## 経歴
居巣侯劉般の子として生まれた。嫡子として父の爵位を嗣ぐべきであったが、弟の劉憲に譲り与えようと、行方をくらました。章和年間、劉愷を国嗣の地位から廃するよう官からの上奏があった。章帝は劉愷の態度に感心していたため、特別にこれを保留したが、劉愷はなおも出てこなかった。98年（永元10年）、官から再び上奏があり、侍中の賈逵も弟に嗣がせるよう上書したため、和帝はこれを聞き入れて、劉憲に居巣侯位を嗣がせた。劉愷はようやく召還に応じて、郎に任じられた。しばらくして侍中に転じ、さらに歩兵校尉に転じた。
101年（永元13年）、宗正となったが、免官された。再び侍中に任じられ、長水校尉に転じた。107年（永初元年）、周章に代わって太常となった。112年（永初6年）、張敏に代わって司空となった。115年（元初2年）12月、夏勤に代わって司徒となった。
旧制では公卿・太守・刺史は3年の喪を行うことができないとされていたが、これが敷衍されて内外の多くの職任で喪礼の簡略化や廃止がおこなわれていた。元初年間、太后の鄧綏が長吏以下の官で服喪を行わない者は任用資格を得られないものとした。この制度を刺史や太守にも適用しようという提案があったが、反対論が根強かった。しかし劉愷は刺史や太守こそ率先すべきであると主張して、太后に聞き入れられた。
ときに征西校尉の任尚が不正な利得を得た罪で告発された。任尚はかつて大将軍の鄧騭の副官であったことから、鄧騭の仲間たちが任尚を弁護し、太尉の馬英や司空の李郃も鄧騭の意向を受けて、任尚の釈放に動いた。劉愷はこれに反対した。後に尚書がこの事件を調査すると、馬英と李郃は譴責を受け、劉愷は賞賛された。
120年（永寧元年）12月、劉愷は病を理由に引退を願い出て、司徒から退任した。121年（建光元年）8月、太尉となった。123年（延光2年）10月、病を理由に引退を願い出て、太尉から退任した。1年あまりして、家で死去した。
末子の劉茂は、字を叔盛といい、桓帝のときに司空となったが、第一次党錮の禁で李膺らを弁護して罷免された。

## 伝記資料
- 『後漢書』巻39 列伝第29